# Bogdan Aurescu
Bogdan Lucian Aurescu (n. 9 septembrie 1973, București, România) este judecător al Curții Internaționale de Justiție din data de 6 februarie 2024, diplomat de carieră român, negociator internațional,  Ministru al Afacerilor Externe în mai multe mandate, profesor de Drept la Universitatea București.
Anterior, în perioada 6 mai 2016 - 4 noiembrie 2019, a ocupat funcția de consilier prezidențial pentru politică externă. Primul mandat de ministru de externe al României a fost deținut între 24 noiembrie 2014 și 17 noiembrie 2015. Din iunie 2012 până pe 24 noiembrie 2014 a fost secretar de stat pentru afaceri strategice. Are gradul diplomatic de ambasador.

## Negociator pentru drepturile României
În perioada 2004-2009  a fost Agentul României pentru Curtea Internațională de Justiție, coordonând activitatea echipei care a reprezentat România în procesul cu Ucraina de la Curtea Internațională de Justiție privind Delimitarea Maritimă în Marea Neagră, finalizat la data de 3 februarie 2009 cu un câștig de 79,34% din suprafața în dispută, adică 9700 km² de platou continental și zonă economică exclusivă care au revenit României . De atunci este cunoscut în spațiul public drept „eroul de la Haga”.
În perioada 2010-2011 a fost negociator-șef pentru România al Acordului româno-american privind apărarea antirachetă și al Declarației Comune privind Parteneriatul Strategic pentru Secolul XXI dintre România și SUA . Aceasta presupune găzduirea pe teritoriul românesc, la Deveselu, județul Olt, de interceptori tereștri, respectiv rachete de interceptare SM3-IB (Standard Missile 3, tip Block IB), facilitatea antirachetă devenind complet operațională în anul 2016.
De asemenea, din 2015 este profesor universitar în cadrul Departamentului de Drept Public al Facultății de Drept din Universitatea din București. Din 2017, este membru al Comisiei ONU de Drept Internațional, pentru un mandat de 5 ani.
Vorbește fluent limbile engleză și franceză.

## Activitatea academică
Bogdan Aurescu e născut la București, România, unde a urmat cursurile Colegiului Național „Sfântul Sava” și a absolvit Facultățile de Drept (1996, cu Diplomă de Merit) și Istorie (1998) ale Universității din București, Institutul Franco-Român de Dreptul Afacerilor și Cooperare Internațională „Nicolae Titulescu – Henri Capitant” (1996) și Colegiul Național de Apărare din București (2000). 
Este doctor în științe juridice, specializare în drept, cu distincția « Summa cum laude », cu teza „Conceptul de suveranitate și supremația dreptului internațional” (2003). De asemenea, a finalizat programul de cercetare post-doctorală în domeniile Dreptul Internațional al Protecției Minorităților, Drept Internațional Umanitar, Dreptul Refugiaților și Drept Penal, cu tema „Evoluții în relația dintre stat și individ în domeniul dreptului internațional al protecției minorităților și al protecției internaționale a persoanelor aparținând minorităților naționale” (2011).
Este profesor universitar în cadrul Departamentului de Drept Public al Facultății de Drept – Universitatea din București, unde a predat sau predă Drept Internațional Public, Drept Diplomatic și Consular, Organizații și Relații Internaționale, Jurisdicții Internaționale, Dreptul Internațional al Protecției Minorităților. A debutat în activitatea didactică în anul 1998.
A mai predat cursuri de Drept Internațional Public și Dreptul Tratatelor și în cadrul altor instituții academice cum  ar fi Academia Diplomatică/Institutul Diplomatic Român și Școala Națională de Studii Politice și Administrative. De asemenea, din 2004 este cadru didactic asociat la Universitatea „Nicolae Titulescu” din București pentru predarea cursului de Jurisdicții Internaționale la programul de Master de Drept Internațional și European. În iulie 2006 a fost visiting professor la Facultatea de Drept a Universității din Hamburg, în cadrul mobilității ERASMUS Teaching Staff. 

## Activitatea profesională
La prima conferință de presă în
calitate de Ministru, a declarant: “MAE este casa și căminul meu, iar obiectivele și interesele României pe plan internațional sunt crezul meu.” 
Lucrează în Ministerul Afacerilor Externe din 1996, începându-și activitatea ca referent relații în cadrul Direcției Juridice și Tratate. Între anii 1998 și 2003 a ocupat succesiv funcțiile de consilier în cadrul Cabinetului
Ministrului, director adjunct al Direcției Juridice și Tratate, director de cabinet, director al Direcției Juridice și Tratate / Drept Internațional și Tratate, director general al Direcției Generale Afaceri Juridice.  
În perioada 2003-2004 a deținut, în cadrul MAE, funcția de subsecretar de stat – Agentul Guvernamental pentru Curtea Europeană a Drepturilor Omului, iar în intervalul 2004-2005 pe cea de secretar de stat pentru afaceri europene. Începând din septembrie 2004,  a fost Agentul României pentru Curtea
Internațională de Justiție, coordonând – pe tot parcursul procedurilor – activitatea echipei care a reprezentat România în procesul cu Ucraina de la Curtea Internațională de Justiție privind Delimitarea Maritimă în Marea Neagră, finalizat la data de 3 februarie 2009. În perioada 2010-2011 a fost negociator-șef pentru România al Acordului româno-american privind apărarea antirachetă și al Declarației Comune privind Parteneriatul Strategic pentru Secolul XXI dintre România și SUA.
Pe 4 februarie 2009 a fost numit secretar de stat pentru afaceri strategice în Ministerul Afacerilor Externe. În perioada august 2010 – februarie 2012 a fost secretar de stat pentru afaceri europene, coordonând, de asemenea, Direcția Politici de Securitate. În perioada martie – iunie 2012 a fost secretar de stat pentru afaceri globale. Din iunie 2012 până pe 24 noiembrie 2014 a fost secretar de stat pentru afaceri strategice.
Este membru al prestigioasei Comisii de Drept Internațional a ONU, membru al Curții Permanente de Arbitraj de la Haga, membru supleant în Comisia Europeană pentru Democrație prin Drept (Comisia de la Veneția) a Consiliului Europei și Arbitru desemnat de România în conformitate cu articolul 2 din Anexa VII la Convenția ONU privind Dreptul Mării. Este, de asemenea, președintele Secției de Drept Internațional a Asociației de Drept Internațional și Relații Internaționale și al Ramurii Române a „International Law Association” (Londra), redactor-șef al Revistei Române de Drept Internațional, membru al Colegiului de Redacție al revistei Curierul Judiciar, precum și membru al Consiliului Științific al revistei ACTA Universitatis Lucian Blaga (Sibiu) și al Revistei de Drept Constituțional.  

### Distincții
În 2002 a primit din partea Ministerului Afacerilor Externe „Diploma de merit pentru contribuție de excepție la activitatea diplomatică a României”. 
De asemenea, a fost decorat și cu:
- Ordinul Național Serviciul Credincios în grad de Cavaler (2002),
- Ordinul Meritul Diplomatic în grad de Cavaler (2007),
- Ordinul Național Steaua României (2009) în grad de Cavaler,
- Crucea de Comandor al Ordinului de Merit al Republicii Polone (2009),
- Ordinul Național Steaua României în grad de Ofițer (2013),
- Medalia de Aur a Forțelor Armate Poloneze (2013),
- Legiunea de Onoare a Republicii Franceze în grad de Cavaler (2016),
- Ordinul de Merit al Republicii Italiene în grad de Mare Ofițer (2018),
- Crucea de Comandor cu Stea a Ordinului de Merit al Republicii Polone (2019).

## Activitatea publicistică
Este autor, co-autor sau coordonator al
unui număr de 19 volume în domeniul dreptului internațional, 20 capitole
publicate în volume colective, 18 studii publicate în volume ale conferințelor
internaționale de specialitate și peste 180 de articole, studii, comentarii, recenzii publicate în reviste românești și străine, cum ar fi Revista Română de Drept Internațional, Analele Universității din București-Seria Drept, Curierul
Judiciar, Annuaire Français de Droit International, The International Journal of Marine and Coastal Law, Helsinki Monitor. Security and Human Rights, European Yearbook of Minority Issues, Revue Hellenique de Droit International,
Chinese Journal of International Law. Ca membru supleant (expert independent) al Comisiei de la Veneția, a fost raportor sau co-raportor pentru 29 de rapoarte, opinii sau studii ale acestei instituții. 
Ca urmare a experienței Procesului României la Haga, a publicat cartea „Avanscena si Culisele Procesului de la Haga. Memoriile unui tânăr diplomat”, editura Regia Autonomă Monitorul Oficial, 2009
O altă carte publicată în calitate de editor coordonator este „Romania and the International Court of Justice”, editura Hamangiu, 2014 . 
Cea mai recentă carte publicată, în calitate de editor coordonator (alături de alți 3 coordonatori - Alain Pellet, Jean-Marc Thouvenin et Ion Gâlea), este ”Actualité du droit des mers fermées et semi-fermées”, Editura Pedone, Paris, 2019

## Controverse
Bogdan Aurescu a fost promovat în funcțiile de subsecretar de stat și ulterior de secretar de stat de către Adrian Năstase. Aurescu a fost asistentul lui Adrian Năstase la Facultatea de Drept a Universității București la disciplina Drept Internațional Public și cei doi au scris împreună inclusiv tratate de drept. Aurescu a candidat pentru un loc în Parlament din partea PSD în 2004 în Dâmbovița, însă nu a câștigat.
În noiembrie 2014, Adrian Năstase a participat la un eveniment girat de Ministerul Afacerilor Externe și de ministrul Bogdan Aurescu. Recent liberat din închisoare, unde a fost încarcerat în urma a două condamnări cu executare pentru infracțiuni de corupție, Năstase i-a fost alături lui Aurescu, care abia fusese numit ministru de Externe, la un eveniment de lansare a unei cărți.
În aprilie 2015, fostul premier si ministru de Externe Adrian Năstase, care are avea două condamnări la închisoare cu executare, a revenit la Guvern, mai exact la Ministerul Afacerilor Externe, la invitația ministrului în exercițiu Bogdan Aurescu, la întrunirea unui consiliu consultativ. Ministerul condus de Aurescu a argumentat atunci că invitația s-a făcut ”datorita expertizei instituționale și profesionale considerabile”.
În iunie 2015, Premierul Victor Ponta a fost pus sub acuzare de DNA pentru mai multe infracțiuni de corupție. La acel moment, Bogdan Aurescu era membru al Guvernului Ponta și rămas în funcție până în noiembrie 2015, când premierul și-a prezentat demisia.